# Alte Kirche St. Vitus (Stockdorf)

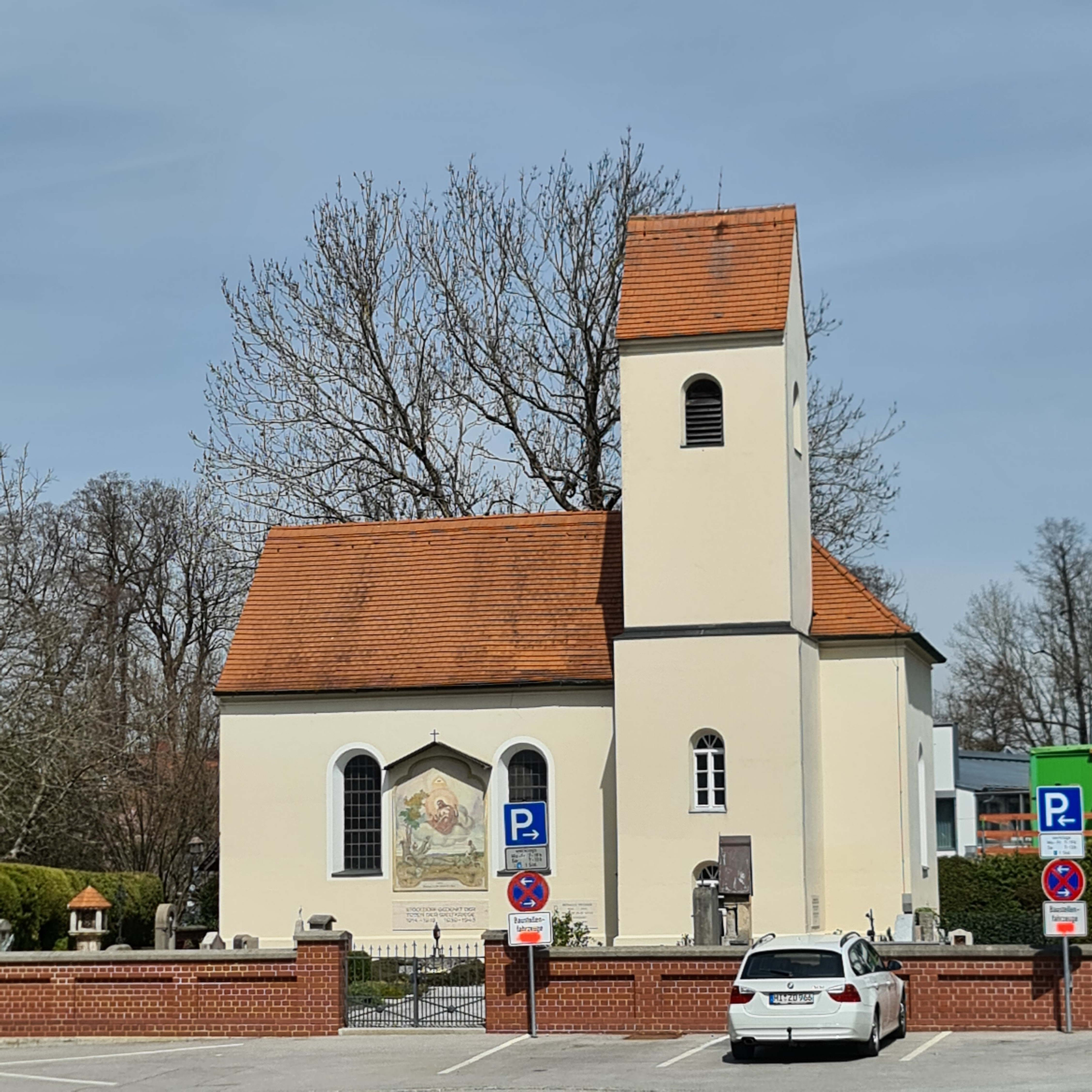
Alte St.-Vitus-Kirche von Süden

Die römisch-katholische Kirche St. Vitus liegt in Stockdorf, einem Ortsteil der Gemeinde Gauting, und wurde 1857 errichtet.

## Geschichte

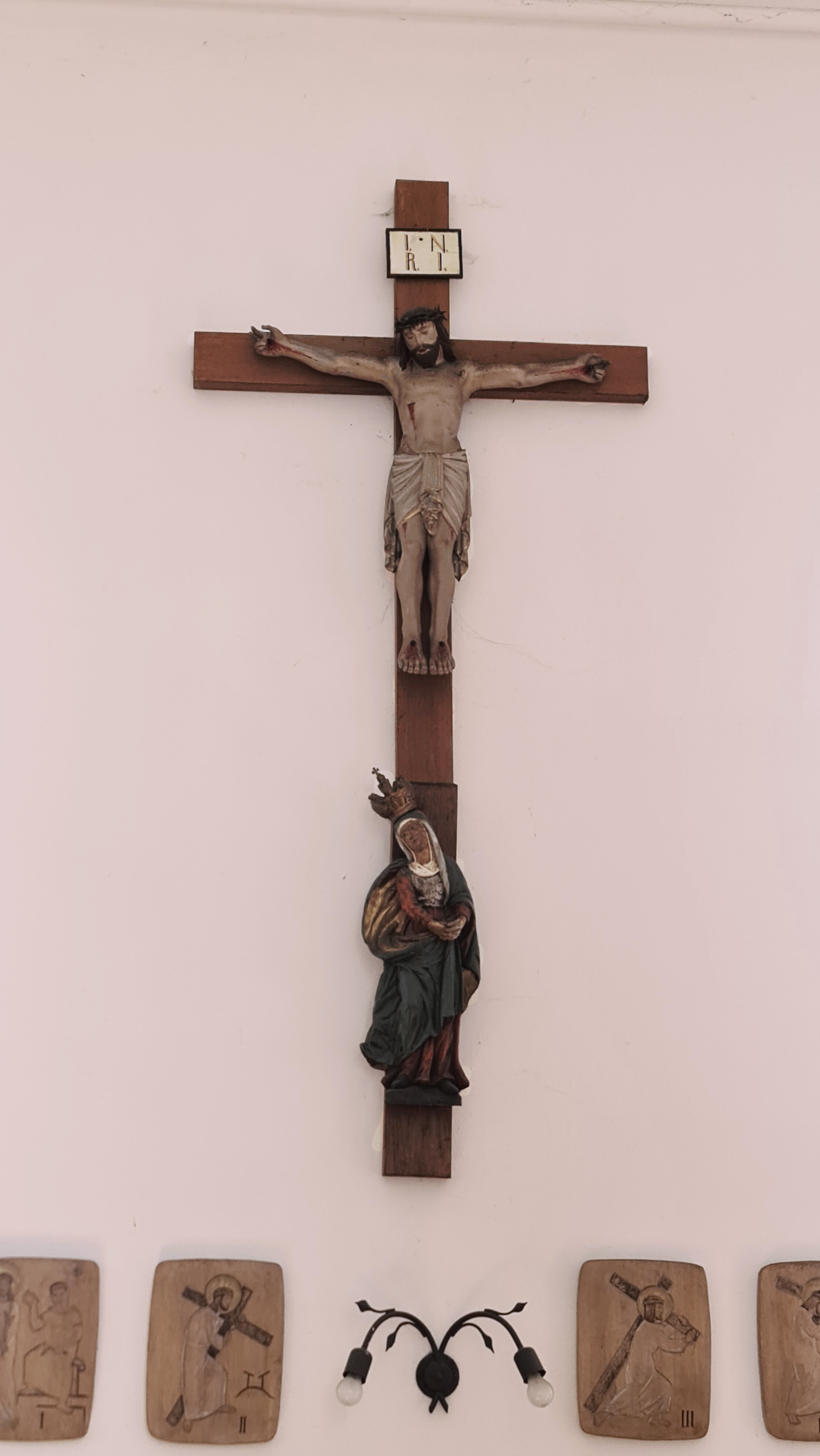
Kruzifix an der Südwand

Die Kirche zu Ehren des hl. Vitus wurde bereits 1315 in der Konradinischen Matrikel als eine von drei Tochterkirchen Gautings genannt. Sie war kleiner als die Nachfolgekirche, hatte aber bereits zwei Kirchenglocken. Bereits 1560 und 1740 wurde in Visitationsberichten der schlechte Erhaltungszustand kritisiert und schließlich wurde sie 1850 abgerissen.
Das heutige Gotteshaus mit Sattelturm wurde 1857 errichtet. Hierfür wurden die beiden Glocken des Vorgängerbaus übernommen. Die kleinere Glocke hat die Aufschrift:
„Johann Jakob Schorer in Minchen goss mich anno 1693
 Zu der Ehr Gottes leidt man mich / Die Lewendigen berueff ich / Die Doten bewein ich“
 – Ludwig Berchtold: Stockdorf. Geschichte und G’schichtn des Ortes an der Würm
Die größere Glocke wurde im Ersten Weltkrieg zugunsten der Waffenherstellung eingeschmolzen. Erst am 9. September 1928 konnte eine neue Glocke eingesetzt werden. Sie wurde durch eine Spende des KDFB Stockdorf mitfinanziert. Die große Glocke wurde allerdings 1943 im Zweiten Weltkrieg erneut eingeschmolzen. Sie wurde nicht mehr ersetzt.
Nach dem Zweiten Weltkrieg wuchs die Zahl der Katholiken auf 1300 im Jahr 1953. Deshalb wurde in diesem Jahr an der Waldstraße die größere Pfarrkirche St. Vitus errichtet.

## Architektur und Ausstattung

Blick zum Chor auf das Fresko von Karl Manninger

Die neuromanischen Blendbögen an Turm und Schiff wurden  wieder beseitigt. Auch die barocken Leonhards- und Marienaltäre sind verloren gegangen.
Das ursprüngliche Altargemälde Martyrium des heiligen Veit im Ölkessel von Eduard Schwoiser hängt heute über dem Eingang. Im Altarraum findet man seit 1968 das Monumentalfresko Christus erscheint zum Weltgericht von Karl Manninger.